# André Paul
Pour l’article homonyme, voir André Paul (dessinateur).
André Paul, né le 7 avril 1933 à Loures-Barousse (Hautes-Pyrénées), au cœur historique du Comminges, est un historien, théologien et exégète français spécialiste de la Bible et du judaïsme ancien et  rabbinique. Membre de la compagnie de Saint-Sulpice, il est docteur en théologie, docteur ès lettres et diplômé en langues sémitiques (hébreu, éthiopien, syriaque, araméen).
Marié avec Isabelle Le Corre, retraitée de l'enseignement, André Paul est officier des Arts et des Lettres, distinction qu'il a reçue des mains de son ami, Mgr  Joseph Doré.

## Biographie
André Paul est né au sein d'une fratrie de quatre frères et sœur, dans une minuscule ferme des Pyrénées centrales. La langue courante de la famille est l'occitan pyrénéen. A l'école, dès 1938, il apprend le français avec les enfants de réfugiés espagnols ayant fui la guerre civile. Orphelin de père à onze ans et demi, André Paul est reçu, peu avant ce drame familial, au concours des bourses d'État auquel son instituteur a poussé ses parents à l'inscrire. Il entre alors au collège Notre-Dame de Comminges, à Montréjeau.
À 18 ans, il est élève au grand séminaire de Toulouse où il apprend l'hébreu en un an avec son professeur, M. Roye. « Tout est parti de là » se souvient-il aujourd’hui, quand il évoque les « déterminismes » de sa vie.
Ses études sont interrompues en 1954 par un service militaire de trois années qu’il passe au sein du 1er Spahi de la 1re DB : à Trèves, puis dans l'ouest algérien et le Rif marocain.
Libéré, maréchal des logis, il rentre au séminaire universitaire Pie XI à Toulouse pour achever une licence de théologie. Ordonné prêtre le 20 décembre 1960 à Toulouse, il va demander à rejoindre la compagnie de Saint-Sulpice qui détient un quasi-monopole de l'enseignement dans les grands séminaires.
Il poursuit ses études à Paris où, en 1961, il est pensionnaire du presbytère de la paroisse de Saint-Sulpice, près du musée du Luxembourg. il rencontre Jean Carmignac qui l'oriente vers les Karaïtes, une secte juive des premiers siècles de l'islam et le présente à Henri Cazelles son futur directeur de thèse. Parallèlement, il apprend le syriaque, l'éthiopien, continue l'araméen, lit Bremond et Bérulle. Joseph Trinquet lui confie la rédaction de l'article « Quaraïtes » dans le supplément du Dictionnaire de la Bible.
À partir d’octobre 1963, il passe deux ans à Rome, à l’Institut biblique pontifical, où il suit des cours d’exégèse et d’archéologie bibliques et s’initie à l’arabe, en poursuivant sa thèse. Il est alors témoin des dernières sessions du concile Vatican II. C’est aussi à Rome qu’il se lie d’amitié avec Joseph Doré qui deviendra archevêque de Strasbourg.
De retour en France, il soutient à Paris sa première thèse sur les origines du karaïsme le 11 mai 1966, qui a nécessité de sa part une bonne initiation à l'hébreu médiéval et à l'arabe classique. Le lendemain, reçu aux éditions du Cerf par François Refoulé et Bernard Bro, ceux-ci lui offrent de l'éditer. Lui leur propose un ouvrage issu de son premier enseignement. C'est ainsi que le Cerf publie en 1968 son premier livre : L’évangile de l’enfance selon Saint Matthieu. André Paul ne va plus cesser d’écrire et de publier.
Sa recherche sur l’origine du karaïsme est éditée en 1969. À partir de cette date, André Paul est un enseignant reconnu, notamment à l’Institut catholique de Paris où il va donner jusqu’en 1977 un cours sur le milieu néo-testamentaire. Précédemment il fut professeur d'exégèse au grand séminaire régional (premier cycle) de la région Midi-Pyrénées. Il participe au congrès de l’ACFEB à Chantilly en septembre 1969, où interviennent Paul Ricœur et Roland Barthes.
Une autre rencontre décisive a lieu : en 1970 à la demande de Joseph Moingt, André Paul succède à Jean Daniélou et prend en charge le « Bulletin du judaïsme ancien », qui paraît annuellement dans la revue des Recherches de science religieuse. De cet observatoire privilégié et jusqu'à aujourd'hui, il lit et recense la production savante du monde entier sur le judaïsme ancien. Biblissimo, paru en 2018, est le fruit de ces lectures réparties sur bientôt cinquante ans.
En 1972, en pleine mouvance structuraliste, il suit des cours de sémantique et d’épistémologie à Paris VI, lit la revue Tel Quel, Derrida, Genette, Greimas, Althusser, Lacan. Deux livres qu’il annote lui font notamment une impression durable : L’archéologie du savoir de Michel Foucault et La logique du vivant, de François Jacob.
Soutenant sa deuxième thèse, sous la direction de l’helléniste Pierre Lévêque, il devient docteur ès lettres.
Cette même année, André Paul entre aux éditions Desclée, comme attaché à la direction littéraire. Il va y faire une carrière éditoriale fructueuse, pendant presque trente ans. Toutefois, cette entrée dans le monde de l’édition, la publication de livres un peu trop novateurs, voire provocateurs comme L’impertinence biblique (1974) dérangent l’institution ecclésiastique qui lui retire son enseignement à l'Institut catholique de Paris en 1977.
Dès lors, André Paul va mener de front son travail d’éditeur et la rédaction de nombreux articles et d’ouvrages savants, parfois teintés de polémique, sur le milieu biblique  et sur le judaïsme ancien et rabbinique, les origines du christianisme et sa "séparation" d'avec le judaïsme, l'histoire critique de la formation et de l'interprétation de la Bible, l'anthropologie sous-jacente aux grandes croyances qui fondent la culture. À partir de 1974, il est directeur littéraire chez Desclée. Il crée en 1976 avec et pour son ami Joseph Doré, la collection « Jésus et Jésus Christ » qui en est aujourd’hui à son centième opus. En 1981, il met en chantier avec Charles Pietri une monumentale Histoire du christianisme, aventure éditoriale qui produira en vingt ans 14 volumes (traduits en allemand, en italien et en polonais). Avec Bernard Sesboüé, il entame en 1989 une Histoire des dogmes en quatre volumes.
Enseignant et pédagogue, comme le prouve le succès de son petit livre, La Bible, repères pratiques, régulièrement réédité chez Nathan, André Paul, après son départ de l’Institut catholique de Paris, est chargé de conférences pendant plusieurs années à l’EHESS (dans le département de Jean-Pierre Vernant et de Pierre Vidal-Naquet) puis à l’EPHE Ve section.
À partir de 1998, il retrouve, avec les conférences Clio, un public régulier auquel il présente chaque année le dernier état de ses recherches : histoire critique de la formation de la Bible; manuscrits de la mer Morte et judaïsme ancien; débuts du christianisme; Gnose et gnosticisme. La préparation de ces conférences stimule sa production littéraire, articles et livres se succèdent depuis : Et l’homme créa la Bible – Jésus Christ, la rupture – La Bible avant la Bible – À l’écoute de la Torah. Introduction au judaïsme. À partir de 2011, il entame une nouvelle série de conférences chez Intermèdes, dont on retrouve la trace dans Autrement la Bible.
En 2004, les éditions du Cerf lui ont confié la direction d’un nouveau grand chantier, animé par une jeune équipe de savants : la première édition scientifique française des manuscrits de la mer Morte, la Bibliothèque de Qumrân avec textes originaux en hébreu, araméen et grec traduits en français. Le premier volume est paru en 2008, le volume 2 en 2010 et le volume 3a en 2013..
Il publie en 2023 Paysan de la Rive droite, sous-titré "1933-2023. La mordante chronique d'un théologien libre".

## Idées principales
Sortir la Bible du monde confessionnel et clérical : c’est le sens de la conclusion de son livre La Bible et l’Occident. André Paul est bibliste et historien. Pour lui, la Bible comme monument littéraire n'appartient ni aux Juifs ni aux chrétiens. Elle est une part intégrale du patrimoine littéraire, culturel, de l’humanité. La Bible n’est pas la chose des clercs, réappropriée par eux après la publication de l’encyclique Divino afflante Spiritu (1943) de Pie XII, qui clôturait la crise moderniste en rouvrant la recherche biblique. Elle appartient  à tout homme qui doit pouvoir en prendre connaissance à l’école dès l’enfance, au même titre qu’il y entend parler de la mythologie gréco-latine. Et cet enfant devenu grand, s’il le souhaite, doit pouvoir approfondir cette connaissance, comme c’est le cas dans la plupart des universités occidentales, à l’exception notable de l’Université française. André Paul distingue avec soin la  Bible de l'Écriture sainte. La première est destinée soit à l’étude soit au commerce de librairie. La seconde, supportée par des « livres » multiples, eux-mêmes sélectionnés en morceaux choisis, est vouée au culte des religions chrétiennes. C’est l’usage du livre qui fonde sa nature et non quelque qualité intrinsèque de la chose écrite. Cette opposition à toute fétichisation du texte aussi bien que du livre est aussi un plaidoyer pour une approche laïque de la Bible.
Inventeur au milieu des années 1970 du concept – temporaire dira-t-il plus tard – d’intertestament, qui envoyait la Bible naviguer sur l’océan de l’intertextualité sémitique, il a démontré la pertinence d’un « Canon des Écritures ». « Intertestament » pour exprimer l'immense fécondité, hors de toute limite temporelle, sectaire ou confessionnelle, des écrits et traductions jaillis des judaïsmes alexandrin et palestinien au cours de ces quelques siècles qui entourent le point zéro du temps occidental. Mais aussi « Canon », qui fixe à jamais le périmètre hors duquel il n’est point de Bible. Le Juif André Chouraqui s’alignera lui-même sur le codex chrétien quand il réalisera sa traduction « littérale » de la Bible.
Qualifiant judaïsme et christianisme de « faux jumeaux » dans un article paru en juin 1990 dans la revue Esprit, André Paul n’a cessé de reprendre ses « leçons paradoxales »  sur les deux religions, défendant avec vigueur leurs « différences motrices ». Ces thèses l’exposent à se voir qualifier « d’apologète catholique » ou de « néo-marcionite ». Dan Jaffé lui reproche notamment de vouloir « déjudaïser » Jésus et d'oublier qu'il est un Juif pharisien de son temps et n'a lui-même créé aucun mouvement religieux. Dans la somme autobiographique qu'il publie à la mi-2023, André Paul explique pourquoi il se voit aujourd'hui "contraint de renoncer au schéma des faux jumeaux"
La religion chrétienne, avant tout catholique pour André Paul, est une doctrine d’essence dogmatique. Le dogme selon lui est une « vision transformée en formule ». Dans cette sorte d’alchimie, le germe du dogme est donc, à l’origine, utopie, autre nom de la vision. Et l’opérateur historique de la transformation n’est autre que le mythe. Ainsi, Jésus, Christ, logos fait chair, né d’une vierge, mort et ressuscité, en quoi se ramasse la foi chrétienne, est le mythe qui engendre l’histoire du christianisme. Sa « formule » est le Credo. Le christianisme, selon André Paul, n’est pas une religion du livre (qu’est l’islam), ni une religion du texte (comme le judaïsme), mais une religion du culte. Où s’énonce un Credo de chair, aussi immuable que le Canon des Sacra Scriptura, credo qui se vit dans des gestes, baptême et communion eucharistique. Ces formules et ces gestes offrent à tout homme une vie nouvelle, éternelle en fait, parce que prodiguée sans limitation dans les limites à jamais fixées par son fondateur Jésus de Nazareth et par son premier théologien, Paul de Tarse.
En exégèse, André Paul remet en cause un siècle de méthode historico-critique, récusant aussi bien la coupure entre le Jésus de l’Histoire et le Christ de la foi que l’entreprise associée de démythologisation d’un Rudolf Bultmann et de ses successeurs protestants ou catholiques. Pour André Paul, il n’y a pas d’opposition entre mythe et histoire et il propose au contraire, revenant en deçà de cette dialectique, pour lui destructrice de la culture, de restaurer le mythe comme « moyen princier de connaissance »  de l’homme Jésus et de son parcours. Jésus, avec sa « pédagogie dramatique de la vie », n’appartient pas aux chrétiens. Dans la conclusion de son livre Jésus Christ, la rupture, André Paul propose d’ailleurs qu’on puisse dire « l’immortelle leçon de Jésus Christ sur la vie » « avec ou sans Dieu » et, « si c’est avec Dieu », pourquoi pas « avec aussi le  Dieu des autres ».

## Publications

### Ouvrages
- L'évangile de l'enfance selon saint Matthieu - Éd du Cerf - 1968.
- Écrits de Qumrân et sectes juives aux premiers siècles de l'Islam - Recherches sur l'origine du Qaraïsme -  publié avec le concours du CNRS - Letouzey et Ané - 1969.
- Parcours évangéliques. Perspectives nouvelles - Éd. du Cerf - 1973.
- L'impertinence biblique  - Desclée - 1974.
- Intertestament - Cahiers Évangile 14 - Éd. du Cerf - 1975.
- Le fait biblique  - Éd. du Cerf - 1979
- Le monde des Juifs à l'heure de Jésus. Histoire politique - Desclée - 1981.
- L'inspiration et le canon des Écritures - Cahier Évangile no 49 - Éd. du Cerf - 1984.
- Le judaïsme ancien et la Bible - Desclée - 1987.
- Leçons paradoxales sur les Juifs et les chrétiens - Desclée de Brouwer - 1992.
- La Bible coll. Repères pratiques 35 - Nathan - 1995 (rééditions en 2008, 2014, 2017)
- Les manuscrits de la mer Morte - Bayard - 1997.
- Et l'homme créa la Bible. D'Hérodote à Flavius Josèphe - Bayard - 2000.
- Jésus Christ, la rupture. Essai sur la naissance du christianisme - Bayard - 2001.
- A l'écoute de la Torah. Introduction au judaïsme - Éd. du Cerf - 2004.
- La Bible avant la Bible. La grande révélation des manuscrits de la mer Morte - Éd. du Cerf  - 2005.
- La Bible et l'Occident. De la bibliothèque d'Alexandrie à la culture européenne - Bayard - 2007.
- Qumrân et les Esséniens. L'éclatement d'un dogme - Éd. du Cerf - 2008[23].
- La Bibliothèque de Qumrân, Vol. I (concepteur et codirecteur), Éd. du Cerf, 2008.
- De l'Ancien Testament au Nouveau - 1. Autour du Pentateuque - Cahier Évangile no 152 - juin 2010.
- De l'Ancien Testament au Nouveau - 2. Autour des Prophètes et autres Écrits - Cahier Évangile no 153 - septembre 2010.
- Autrement la Bible - Mythe, politique et société - Bayard - 2013.
- Éros enchaîné - Les chrétiens, la famille et le genre  - Albin Michel - 2014
- La "famille chrétienne" n'existe pas - L'Église au défi de la société réelle  - Albin Michel - 2015
- Croire aujourd’hui dans la résurrection - Salvator - 2016
- Biblissimo - Cerf - 2018
- Aujourd'hui l'Apocalypse - Cerf - 2020
- Le Christ avant Jésus - Cerf - 2021
- Paysan de la Rive droite - Cerf, collection Patrimoines - 2023
- La Gnose antique, De l'archéologie du christianisme à l'institution du judaïsme - Cerf - 2025

### Ouvrages en collaborations
- Sacra Scriptura. Éléments pour une introduction théologique, dans Introduction à l'étude de la théologie, sous la direction de Joseph Doré - Desclée, t. 2, 1992, p. 108-184.
- Genèse et avènement des Écritures chrétiennes, dans Histoire du christianisme vol. 1, Jean-Marie Mayeur, Charles et Luce Pietri, André Vauchez, Marc Venard, Desclée, 2000.
- Encyclopaedia Universalis, environ 150 articles (dont l'article Qumrân dans l'édition 2008).
- Les traductions de la Bible : le lexique de la traduction et le statut de l'"hermêneus" in Vocabulaire européen des philosophies, - Seuil-Le Robert, 2004, p. 1309-1312.

## Distinctions
- Officier de l'ordre des Arts et des Lettres